# Чарльз Від

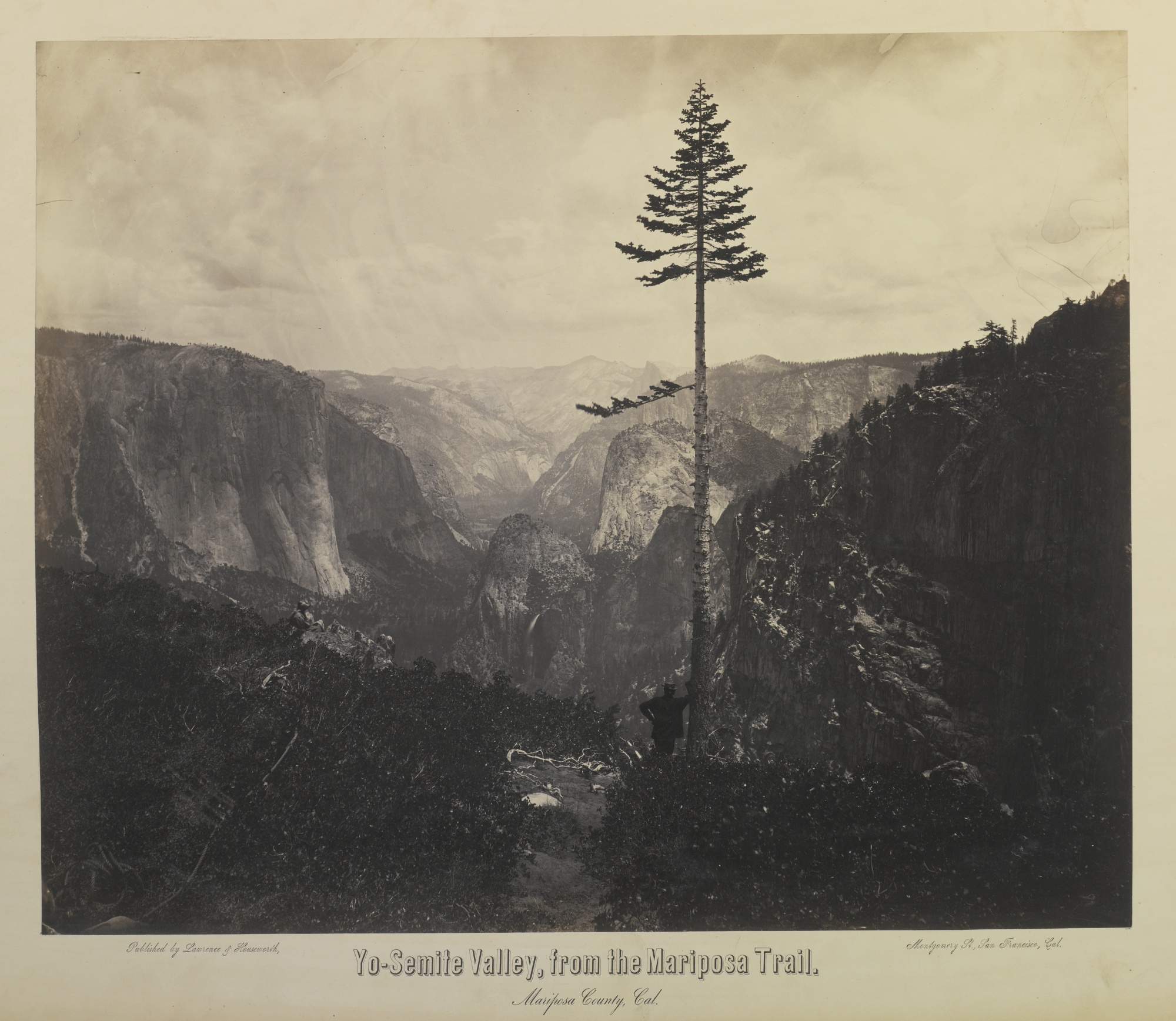
Долина Йосеміті з стежки Маріпоса. Чарльз Від, 1865

Чарльз Від (англ. Charles Leander Weed) — американський фотограф.
Народився в штаті Нью-Йорк, але скоро переїхав до Сакраменто, де в 1854 році став оператором камери у дагеротипній студії Джорджа Ватвона. Чотирма роками пізніше він став молодшим партнером Роберта Ванса, найвідомішого дагеротипіста Каліфорнії 1850-х років.
Чарльз Від найбільш відомий своїми ранніми фотографіями Йосеміті. В червні 1859 року він став першим відомим фотографом, який би ризикнув добратися до долини в компанії видавця та підприємця Джеймса Гатчінгса, яких пізніше опублікував зображення Віда того ж року в своєму каліфорнійському журналі Hutchings' California Magazine. Подібно до інших фотографів, Від переключився від дагеротипів до мокрої колоїдної техніки скоро після її розробки в 1855 Каліфорнії. З його робіт цього періоду найбільш відомі види гірської промисловості і поселень Каліфорнії.
У 1860 році Від залишив Каліфорнію щоб зробити першу з кількох подорожей до Азії, відкривши студію в Гонконзі. Він знову фотографував Йосеміті в 1864 році, потім подорожував до Гавайських островів в 1865 і Дальнього сходу в 1867. У тому ж році він показав свої фотографії на Всесвітній Виставці в Парижі, отримавши міжнародну премію за фотографію природи. Від зробив ще одну подорож до Йосеміті в 1872 році, і пізніше працював фотогравірувальником.